# Osiękla ochrowa
Osiękla ochrowa (Merismodes ochracea (Hoffm.) D.A. Reid) – gatunek podstawczaków z rodziny Niaceae.

## Systematyka i nazewnictwo
Pozycja w klasyfikacji według Index Fungorum: Merismodes, Niaceae, Agaricales, Agaricomycetidae, Agaricomycetes, Agaricomycotina, Basidiomycota, Fungi.
Gatunek ten został po raz pierwszy opisany w 1796 r. jako Solenia ochracea przez G.F. Hoffmanna. Obecną, uznaną przez Index Fungorum nazwę nadał mu w roku 1931 D.A. Reid, przenosząc go do rodzaju Merismodes. 
Synonimy:
- Cyphellopsis ochracea (Hoffm.) Donk
- Henningsomyces ochraceus (Hoffm.) Kuntze 1898
- Phaeocyphellopsis ochracea (Hoffm.) W.B. Cooke 1961
- Solenia anomala var. ochracea (Hoffm.) Rea 1922
- Solenia ochracea Hoffm. 1796

Nazwę polską zaproponował Władysław Wojewoda w 2003 r.

## Charakterystyka
Tworzy na pniach drzew skupiska bardzo drobnych owocników o pucharkowatym kształcie. Występuje w lasach, na obumarłych pniach i gałęziach drzew leżących na ziemi, zwłaszcza na dębach, wierzbach. Owocniki powstają od lata do jesieni. W Polsce rozprzestrzenienie gatunku nie jest znane. W piśmiennictwie naukowym do 2003 r. podano 2 stanowiska.
Rozróżnienie poszczególnych gatunków osiekli możliwe jest tylko badaniami mikroskopowymi.